# Henryk Budzicz
Henryk Budzicz, född den 11 juni 1953 i Olsztyn, Polen, är en polsk kanotist.
Han tog bland annat VM-guld i K-4 500 meter i samband med sprintvärldsmästerskapen i kanotsport 1977 i Sofia.